# コウ馺特勤
㕎馺特勤（こうそうテギン、拼音：Kèsà Tèqín、Kasar'ı Tägin、? - 840年）は、回鶻可汗国の第13代可汗。特勤（テギン、Tägin）というのは官名。可汗号は不明、もしくは無い。将軍の句録莫賀（キュリュグ・バガ）によって殺されたため、彼が回鶻可汗国における最後の可汗（カガン、Qaγan）となった。

## 生涯
開成4年（839年）、宰相の一人である掘羅勿（キュレビル、Küräbir）は、彰信可汗が以前、宰相の柴革と安允合を誅殺したことを怨み、沙陀族を招き寄せて彰信可汗を攻撃し、自殺に追い込んだ。そして、掘羅勿を始めとする国人たちは㕎馺特勤を立てて新たな可汗とした。
時に回鶻では連年、疫病と飢餓に悩まされた上、大雪にも見まわされたため、多くの羊や馬を死なせてしまっていた。
そんな中、渠長（きょちょう：将軍）の句録莫賀（句録末賀、キュリュグ・バガ）は掘羅勿を恨み、北の黠戛斯（キルギス、Qïrqïz）軍10万騎を招き寄せて回鶻城（オルド・バリクか?）を破り、㕎馺可汗と掘羅勿を殺してその牙帳を焼き払った。これによって回鶻の衆は散り散りになって諸蕃に奔走することとなり、宰相の馺職（そうしょく）は外甥の厖特勤（ほうテギン）および男鹿・遏粉ら兄弟5人、計15部を擁して西の葛邏禄（カルルク、Qarluq）に奔走し、一部は吐蕃へ、一部は安西（亀茲）へ投じた。また可汗の牙帳近くの13部は、烏介特勤（ウゲ・テギン、Ügä Tägin）を可汗に推戴し、南の錯子山に割拠した。 回鶻を破った黠戛斯は太和公主を得る。
こうしてモンゴル高原に覇を唱えた回鶻可汗国は崩壊した。

## 可敦（カトゥン：皇后）
- 仁孝端麗明智上寿可敦（太和公主）…憲宗の娘で、穆宗の10番目の妹。レビラト婚によって㕎馺特勤に嫁ぐ。